# Saussurea nigrescens
Saussurea nigrescens là một loài thực vật có hoa trong họ Cúc. Loài này được Maxim. miêu tả khoa học đầu tiên.